# Платформа N 3
Платформа N 3 — залізничний пасажирський зупинний пункт Донецької дирекції Донецької залізниці.
Розташований поблизу Дебальцівського депо м. Дебальцеве, Дебальцівська міська рада, Донецької області (мікрорайони Франція та 50 років Перемоги) на лінії Дебальцеве — Родакове між станціями Дебальцеве (3 км) та Депрерадівка (5 км).
Через військову агресію Росії на сході України транспортне сполучення припинене, водночас на середину листопада 2018 р. двічі на день курсує пара електропоїздів сполученням Дебальцеве — Мануїлівка, що підтверджує сайт Яндекс.